# Jack Guy Lafontant
Jack Guy Lafontant, né le 4 avril 1961, est un médecin et homme d'État haïtien. Il est Premier ministre d'Haïti du 21 mars 2017 au 16 septembre 2018.

## Biographie
Jack Guy Lafontant est né le 4 avril 1961 et est originaire de Port-au-Prince.
Jack Guy Lafontant reçoit une formation de médecin, en tant que gastro-entérologue et interniste et enseigne également à l'université.
En 1995, Jack Guy Lafontant est nommé directeur de l'hôpital Sainte Croix de Léogâne.
Le 22 février 2017, alors qu'il n'a aucune expérience connue en politique à part la gestion d'un petit parti (Mouvement démocratique d'Haïti), Jack Guy Lafontant est nommé Premier ministre, et présente son gouvernement le 13 mars. Le 16, il obtient la confiance du Sénat à l'unanimité des 20 voix,. La séance avait été précédemment reportée faute de quorum. Le 21 mars, son gouvernement obtient la confiance de la Chambre des députés avec 95 voix pour, 6 contre et 2 abstentions. Il prend ses fonctions le jour-même,.
Il annonce sa démission le 14 juillet 2018, une semaine après des violences meurtrières déclenchées par une tentative de son gouvernement d'augmenter les prix des carburants. Sa démission est acceptée par le président Jovenel Moïse et Lafontant expédie alors les affaires courantes,, Jean-Henry Céant lui succède.

## Autres fonctions
- Membre de l'Association médicale haïtienne[2]
- Membre de l'American college of gastroenterology[18].
- Président du Rotary Club de Pétion-Ville[5]